# Walloon (Queensland)
Walloon is een plaats in de Australische deelstaat Queensland en telt 1532 inwoners (2006).
De naam van de plaats is uit de Romaanse taal (Wallonië) en inwoners van België Romaanse bekend als de Walen.